# 公園里 (新竹市)
公園里是臺灣新竹市東區的一個里，被劃分在東勢聯里裡面。該里設立於1946年，名稱來自新竹公園。該里北邊是三民里與東園里，東有綠水里，南有東山里，西邊有下竹里、榮光里。

## 沿革
公園里一帶在清代初期據說已有漢人聚落，稱為「頂竹圍」，位置在現在的公園里北部、花園街南側，可能是康熙年間北莊13個聚落之一。因為後來東南街一帶興起另一個「頂竹圍」，公園里的頂竹圍又被稱為「舊頂竹圍」。該地原隸屬諸羅縣（嘉義縣），歷經變革後歸新竹縣竹塹堡管轄。在現今公園里中部，過去有「枕頭山」，清代設有義塚。
日治初期，該地區歸新竹廳樹林頭區東勢庄管轄。大正五年（1916年），枕頭山塚被清墓，改建為新竹公園。大正九年（1920年）實施州制等地方制度變革後，先是歸新竹州新竹郡新竹街管轄，新竹街升格為新竹市後，該地區劃作花園町。
二次大戰後，民國35年（1946年），設立公園里。